# 死后四十种生活
《死后四十种生活》（英語：Sum: Forty Tales from the Afterlives）是美国神经科学家大卫·伊格曼的一部推想小說。截至2016年，该书以28种语言出版。《洛杉磯時報》将其描述为“充满想象力的作品”。巴諾書店将其评为2009年最佳图书之一。